# Андрей Иванович Одинец
Андрей Иванович Одинец — боярин великого князя Дмитрия Ивановича Донского. Одинец — второе внутрисемейное имя данное родителями, означает либо первого ребёнка в семье, либо единственного. Андрей принадлежал к старинному московскому боярскому роду Редегиных, выводившего своё происхождение от касожского князя Редеди, упоминающегося в Лаврентьевской летописи в 1022 году.
Летом этого года Тмутараканский князь Мстислав Удалой — сын Владимира I пошел на касогов, часто вторгавшихся в его земли. Войска встретились в степи. Редедя, не желая губить своих воинов, предложил Мстиславу решить спор единоборством с условием — Аще одолееши ты, то возмеши именье мое и жену мою, и дети мое, и землю мою. Аще ли язъ одолею, то възму твое все. Мстислав, убив в единоборстве Редедю, наложил на касогов дань и взял на службу двух его сыновей Романа и Юрия. А позже старшего сына Романа женил на своей дочери Татьяне. Дальним потомком (седьмым коленом) от этого брака и был Андрей Иванович Одинец.
Однако существует хронологическая несообразность: родословцы показывают, что между сыном Редеги Романом и Андреем Одинцом всего пять поколений, тогда как их, по мнению С. Б. Веселовского, должно было бы быть не менее десяти-двенадцати.
Согласно родословным, отцом Андрея Одинца был Иван Доматко или Домоткан. Кроме того, у Андрея был ещё брат Константин Добрынский, родоначальник рода Добрынских. О самом Андрее Одинце известно очень мало. Он жил во второй половине XIV века и, согласно родословным, был боярином великого князя Дмитрия Ивановича Донского. Ему в последней четверти XIV века было пожаловано поместье в 19 верстах к западу от Москвы.
Единственный сын Одинца — Александр Андреевич Белеут — также был боярином и служил у Великого князя Василия I, сына Дмитрия Донского. От него пошёл род Белеутовых.
От прозвища Андрея произошло название села Одинцово (ныне город в Московской области).